# SS Juventus Řím
SS Juventus Řím byl italský fotbalový klub, sídlící ve městě Řím z regionu Lazio.
Fotbalový klub byl založen 2. června 1905. Měli společné barvy s klubem se stejným názvem z Turína. Zápasy hráli na náměstí Piazza d'armi. Do roku 1912 hráli turnaje o mistra Říma. Až poté se FIGC rozhodla, že povolí hrát v nejvyšší lize také ze středo jižní části Itálie a mezi tyto týmy byl i Juventus Řím.
První sezonu v nejvyšší lize tak odehráli 1912/13. Dosáhli nejlepšího umístění v historii klubu a to 2. místo ve skupině. Během velké války vyhrála v sezoně 1918/19 Římský turnaj. Poté se klub spojil s jiným Římským klubem Audax Řím a změnil název na Cirlolo Romano Juventus Audax a zápasy hrála ve Farnesině v malém předměstí Říma. Po sloučení hráli dvě sezony nejvyšší lize (1920/21 a 1921/22). Následně po dvou sezonách sestoupil a v roce 1924 se sloučil s Fortitudem.
Znovuzrození klubu byl v roce 1928, když se přihlásil pod názvem Juventus Sports Club do regionální ligy, jenže po dvou letech skončil. Znovu se objevil ve válečném období 1943/44 (5. místo) a 1944/45 (4. místo) v Římském mistrovství. Historický zápas klub odehrál na tehdejším Národním stadionu, nyní Stadio Flaminio 18. března 1945 proti anglickém klubu Derby County FC (1:2). Poté hrál jednu sezonu ve třetí lize a v roce 1946 se definitivně spojil Appio Latino Metronio Associazione Sportiva (ALMAS).